# The Last Man Expanding
«The Last Man Expanding» (titulado «El último hombre en expansión» en Hispanoamérica y «Uno para todos» en España) es el decimotercer episodio de la trigésimo sexta temporada de la serie de televisión de animación estadounidense Los Simpson, y el 784º episodio en total. Se emitió en Estados Unidos en Fox el 6 de abril de 2025. El episodio fue escrito por J. Stewart Burns y dirigido por Timothy Bailey.
En este episodio, los habitantes del pueblo con sobrepeso comienzan a tomar un medicamento para adelgazar, pero Homer no está interesado hasta que Marge le pide que lo tome. Sidse Babett Knudsen actuó como estrella invitada. El episodio recibió críticas mixtas.

## Trama
En casa de Moe, Homer, Lenny, Carl y Moe descubren que Barney lleva desaparecido una semana. Un Barney delgado llega y dice que está tomando el medicamento recetado Othinquic para la hiperglucemia, cuyo efecto secundario es la pérdida de peso. La noticia del medicamento se extiende por toda la ciudad y los restauradores pierden negocio. Todos los ciudadanos con sobrepeso empiezan a tomar el medicamento excepto Homer, que no está interesado. Sin embargo, Marge está preocupada por la salud de Homer, así que le pide que tome el medicamento y él acepta.
Marge descubre que Patty y Selma están comprometidas para casarse después de que ellas y sus prometidos perdieran peso. Se pregunta por qué mienten sobre la pérdida de peso mediante dieta y ejercicio en lugar de admitir que están tomando el medicamento. Homer se entera de que la droga es cara y no la cubre el seguro, por lo que no puede permitírsela. Consigue una dosis robada a Fat Tony. Paseando por la ciudad, Marge encuentra a los consumidores tristes y se entera de que un efecto secundario de la droga es la flacidez de la cara, que puede arreglarse con inyecciones de grasa corporal. Preocupada por su seguridad, impide que Homer tome la droga y la tira a la basura. De repente, llega Tony el Gordo y secuestra a Homer.
Fat Tony intenta alimentar a la fuerza a Homer para poder cosechar su grasa y arreglar las caras de las personas que toman la droga. Marge llega con los restauradores para exigir que liberen a Homer. Tras liberar a Homer, Marge les pide que dejen de tomar la droga por lo que les está pasando en la cara. Homer les dice que son infelices y que deberían amar lo que son por dentro. En casa, Marge dice que Patty y Selma han perdido a sus prometidos y que van a celebrar una ceremonia en la que se casarán ellas mismas. Marge decide usar el Othinquic que tiró antes para poder entrar en su vestido negro y llevarlo a la ceremonia.

## Producción
Sidse Babett Knudsen actuó como estrella invitada en el papel de la pluma de Othinquic. Anteriormente, Knudsen actuó como invitado en el episodio de la vigésima novena temporada «Throw Grampa from the Dane» como un personaje diferente.